# El Tambo (Loja)
El Tambo ist eine Ortschaft und eine Parroquia rural (spanisch für „ländliches Kirchspiel“) im Kanton Catamayo der ecuadorianischen Provinz Loja. Die Parroquia besitzt eine Fläche von 203,9 km². Die Einwohnerzahl lag im Jahr 2010 bei 4630. Die Parroquia wurde am 29. August 1957 gegründet.

## Lage
Die Parroquia El Tambo liegt in der Cordillera Real im Süden von Ecuador. El Tambo liegt auf einer Höhe von 1600 m, 11 km südsüdöstlich des Kantonshauptortes Catamayo sowie 14 km südwestlich der Provinzhauptstadt Loja. Die Parroquia El Tambo erstreckt sich über die Westseite eines in Nord-Süd-Richtung verlaufenden bis zu 3000 m hohen Bergkamms, der entlang der kontinentalen Wasserscheide verläuft. Das Areal wird über den Río Catamayo, der das Verwaltungsgebiet im Westen begrenzt, nach Nordwesten entwässert.
Die Parroquia El Tambo grenzt im Osten an Loja, im Süden an die Parroquia Malacatos (Kanton Loja), im Westen an die Parroquias Purunuma und Nambacola (beide im Kanton Gonzanamá) sowie im Norden an Catamayo.